# Mark Buehrle
Mark Alan Buehrle (St. Charles, Misuri, 23 de marzo de 1979), más conocido como Mark Buehrle, es un exjugador profesional estadounidense de béisbol que se desempeñó en la posición de lanzador en las Grandes Ligas de Béisbol (MLB). Logró obtener cuatro Guantes de Oro.

## Carrera
Buehrle jugó como profesional doce temporadas en Chicago White Sox (2000-2011), después pasó a Miami Marlins (2012), luego a Toronto Blue Jays, donde jugó tres temporadas (2013-2015), y fue el equipo en el que se retiró.

## Premios
Fue galardonado con el Guante de Oro en cuatro oportunidades (2009, 2010, 2011 y 2012).